# Dostojka dia
Dostojka dia (Boloria dia ) – gatunek motyla dziennego z rodziny rusałkowatych (Nymphalidae).

## Wygląd
Rozpiętość skrzydeł od 32 do 36 mm, dymorfizm płciowy niewielki.

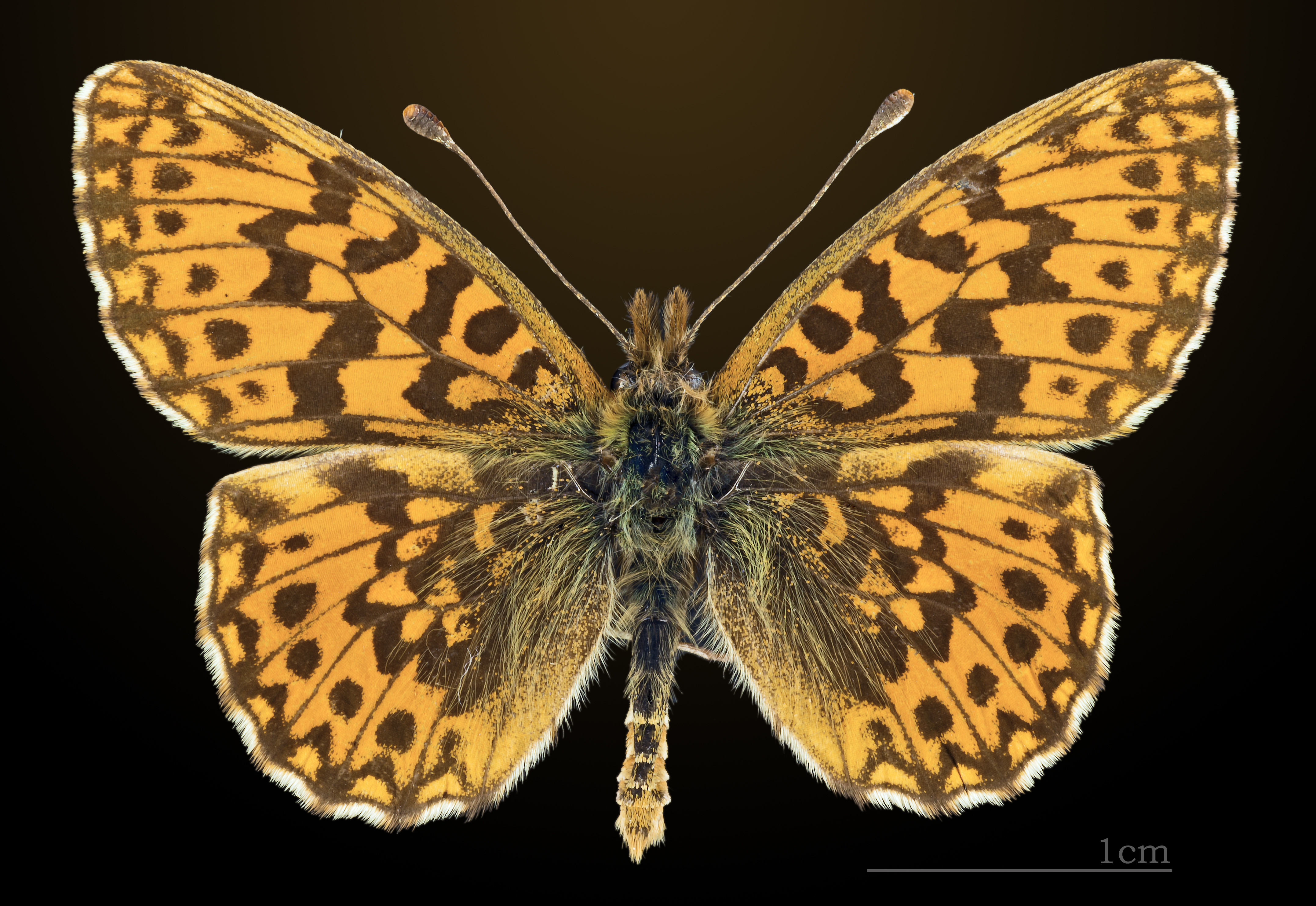
Dostojka dia
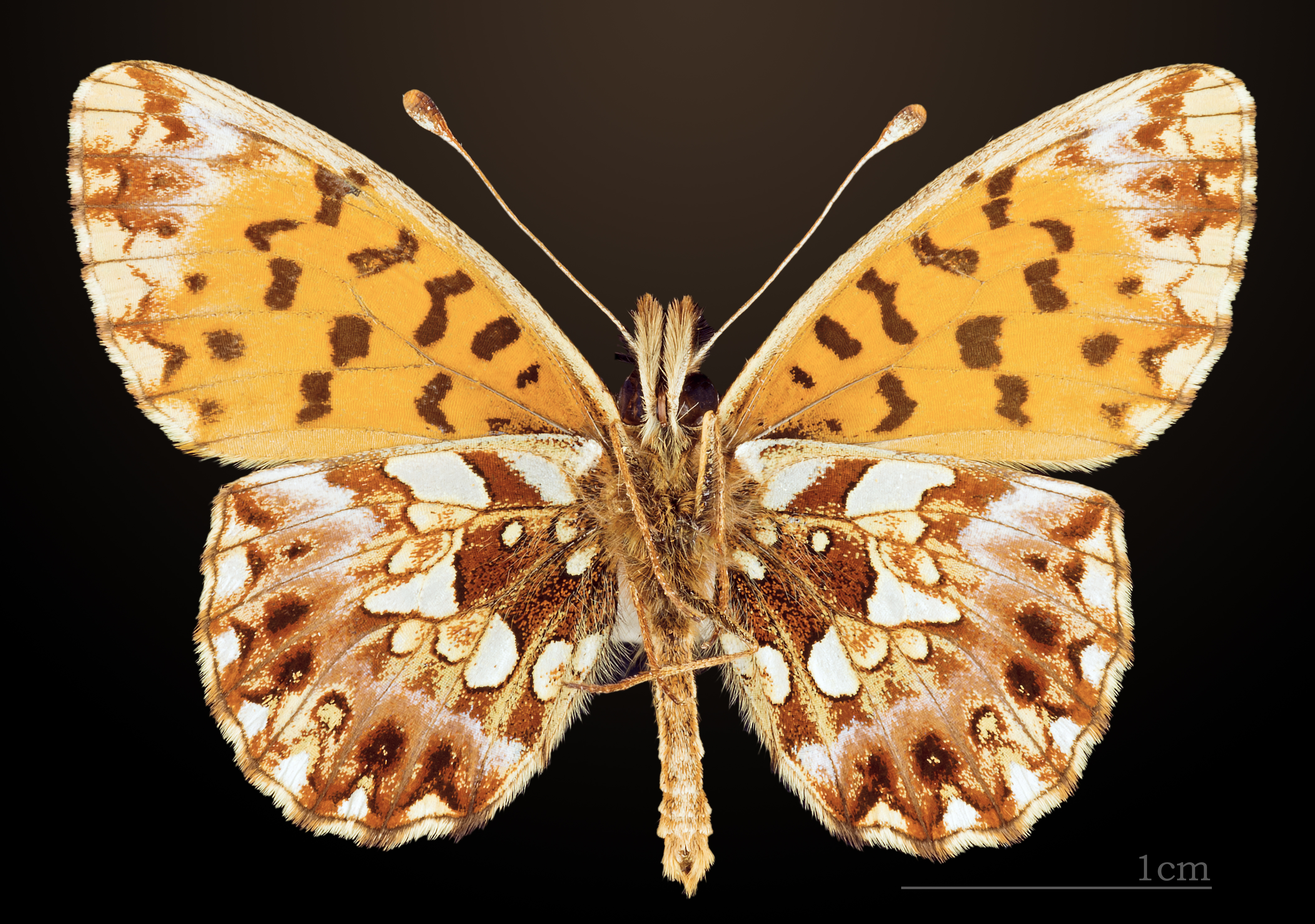
△ Dostojka dia

## Siedlisko
Zamieszkuje suche, otwarte obszary (murawy, pastwiska, przydroża itp.). Niekiedy spotykany także na wilgotniejszych łąkach w miejscach pozbawionych roślinności.

## Biologia i rozwój
Lata niespokojnie, nisko nad ziemią. Owady dorosłe wygrzewają się z otwartymi skrzydłami. Białawe jaja składane są pojedynczo na liściach roślin żywicielskich. Ruchliwa larwa żeruje na kwiatach a później na liściach. Stadium poczwarki trwa 1,5 do 2 tygodni.

## Okres lotu
Pierwsze pokolenie od początku maja do połowy czerwca, drugie od początku lipca do końca sierpnia. Często również trzecie pokolenie od początku września do połowy października.

## Rośliny żywicielskie gąsienic
Fiołek kosmaty, fiołek polny.

## Rozmieszczenie geograficzne
Gatunek eurosyberyjski, w Polsce występuje na terenie całego kraju.